# 仙台 - 石巻線

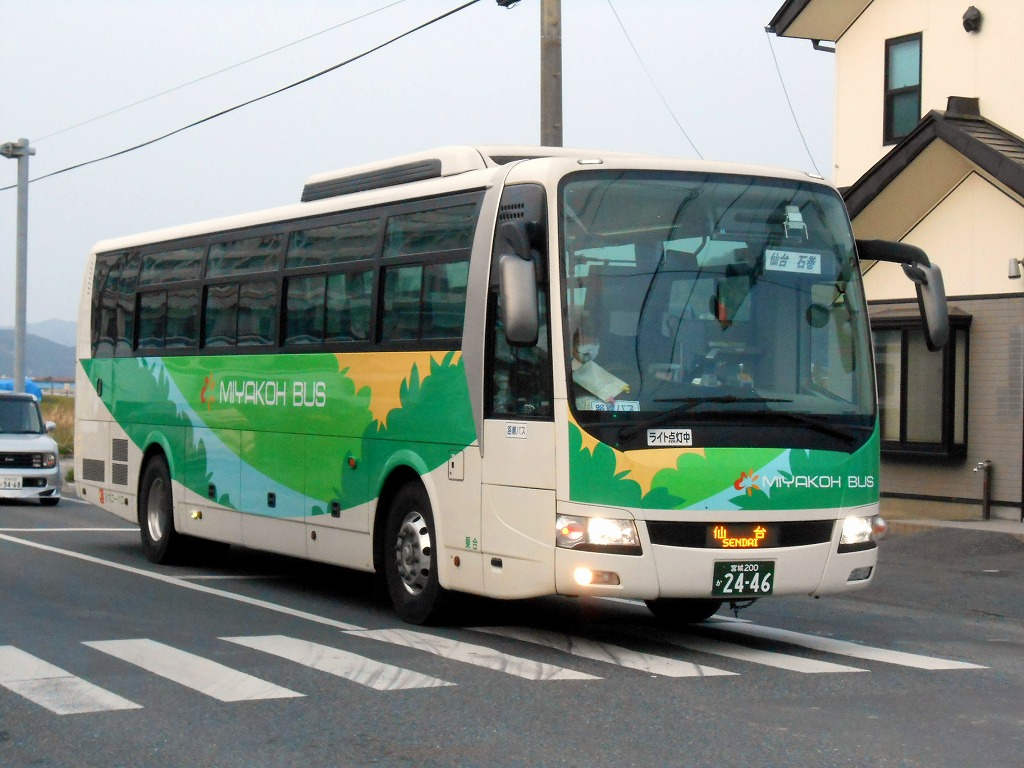
仙台 - 石巻線

仙台 - 石巻線（せんだい - いしのまきせん）は、宮城県仙台市と石巻市を結ぶ、ミヤコーバスが運行する高速バス（特急バス）である。

## 概要
1950年（昭和25年）6月、石巻 - 仙台間に仙北鉄道が急行バスの運行を始めたのが本区間の都市間輸送のはしりである。その後、宮城バス時代にかけて女川日水前 - 渡波駅前 - 石巻駅前 - 国道45号（矢本 - 松島案内所 - 本塩釜駅前） - 仙台駅前 - 北仙台間の急行バスに拡張されたが、松島海岸付近の渋滞激化等で定時性が保てなくなり、また国鉄仙石線の特別快速・快速列車の充実化もあって松島案内所（松島病院） - 塩釜営業所間の断絶をもって、県内民営1社の宮城交通に大同対等合併後の1970年代半ば頃に仙台直通の急行バスは姿を消した。
本路線の直接の前身は、石巻駅前 - 運転免許センター - 県庁市役所前 - 仙台駅前の特急バスであり、国道45号から当時の仙台松島道路（松島北出入口 - 利府中IC）を経由していたが、主眼は宮城県運転免許センター通いの旅客の便を図ることであり、更に仙台市内へ向かうには遠回りであったため、利用的にはふるわなかった（1992年度旅客実績:約14,000人/年・1日2往復、乗車率17.4%）。1993年の石巻運転免許センター開設で役割を終え、路線休止。本格的な都市間バスとして生まれ変わるには、1998年3月20日の三陸沿岸道路・石巻河南IC延伸まで待たねばならなかった。
※運転免許センター経由の特急バス開設は、仙台 - 気仙沼線（佐沼・津谷経由）に次ぐものであった。
三陸沿岸道路の石巻河南IC延伸が実現後の1998年8月1日、仙台 - 石巻線特急バスが運行を開始した。仙台 - 山形線（対仙山線）や仙台 - 福島線（対新幹線・東北本線）同様にJR仙石線と競合する路線である。しかし、前述の2路線と異なるのは、高速道区間が石巻河南IC - 利府中ICと短く、宮城県道8号仙台松島線（通称「利府街道」） - 仙台市道北四番丁岩切線（途中に仙山線新石巻街道踏切がある）など一般道路を走行する割合が高く、しかも時間帯によっては利府町内・国道4号山崎立体等にて渋滞する道路であるため、定時性はあまり保たれていなかった。その上、仙石線が快速・普通合わせて毎時2本であるが、高速バスは1日12往復（おおむね毎時1本）であったため、仙石線のほうが利用者が多かった。仙台市内では仙石線と直接競合する仙台駅周辺へ向かう乗客よりも、JR線が通っていない県庁市役所前など官庁街・一番町などの商店街へ行く乗客を主なターゲットにしており（このため2008年3月31日までは県庁市役所前先回りとなっていた）、石巻市内でも中心市街地以外にも住宅街や郊外の商業地域である中里（石巻営業所）や蛇田（蛇田歩道橋・イオン石巻）地区を経由し、こまめに乗客を拾っている。
2007年4月には、石巻河南ICすぐ脇に開店したイオン石巻ショッピングセンター（現・イオンモール石巻）にバス停を新たに開設した。同時に、石巻営業所 - 広渕（旧河南町）間在来路線の立ち寄り、石巻赤十字病院・石巻西高校・大街道方面ローカル路線の新設等も実施し、このSCを核とした誘客の工夫・利便性の向上等の培養策が打たれている。
2008年4月1日より、渋滞の激しい利府街道経由から、比較的定時性の保ちやすい仙台東部道路・仙台東IC - 新寺通経由（仙台駅前先回り）に経路変更を行っている（これにより、石巻地区 - 県庁市役所前など仙台市内中心部間の所要時間が延びることとなった）。また、一部便については、宮城県水産会館の仙台市青葉区からの移転に合わせて石巻専修大学への延長乗り入れが開始された。
2011年3月11日に発生した東北地方太平洋沖地震（東日本大震災）により、特に競合する仙石線が大津波により甚大な被害を受けた。当路線も高速道路の通行規制等の影響により震災後数日間は運休したが、同年3月19日には臨時便として運行を再開。その後は仙石線の全線復旧への見通しが全く立たない中、石巻と仙台を直結する数少ない公共交通機関としての地位を確立。急増した需要に応えるため、数度におよぶ増便を経て、2015年5月の仙石線復旧・仙石東北ライン開業まではほぼ震災前の倍の回数で運行していた。
また、それに伴い、本来の担当であるミヤコーバス石巻営業所のほか、一時期宮城交通仙台北営業所およびミヤコーバス吉岡営業所・ミヤコーバス築館営業所・ミヤコーバス古川営業所も運行を担当していた。
仙石線復旧・仙石東北ライン開業後は数回に及ぶ減便が行われている一方、東北大学病院への路線延長など新たな利用開拓も行われている。2016年9月3日の改正により女川発着と矢本経由が廃止された。2018年4月1日からは、開発の進む新蛇田地区に移転した県石巻合同庁舎前にバス停を新設するとともに、石巻方の出入を石巻港ICに変更するなどの改正を行った。

## 運行会社
- ミヤコーバス
  - 石巻営業所

運行開始当初は宮城交通が運行していたが、地域分社化に伴って宮交石巻バスの担当となった。さらに、2007年1月1日に分離子会社の事業再編が行われ、ミヤコーバス（旧：宮交気仙沼バス）に事業譲渡された。また2008年4月1日より仙台を早朝に出発する便が設定され、吉岡営業所が担当することとなった。2010年4月1日より石巻発5時台の始発便を増便（それまでの始発便に比べて約1時間繰り上げ）したことにより、仙台発の既設始発便も石巻営業所での運行が可能になった。このため再び全便石巻営業所の担当に戻っていた。吉岡営業所担当はその後再開するが、2018年2月頃より再び全便が石巻営業所の担当となった。
仙台では宮城交通北根車庫に入庫する。

## 運行経路

### 現在
仙台 - （蛇田経由） - 石巻系統
東北大学病院前※ - （宮城県道264号大衡仙台線） - （宮城県道31号仙台村田線） - （宮城県道22号仙台泉線） - 県庁市役所前 - （国道286号） - 商工会議所前 - 仙台駅前（青葉通EDEN前21番） - （愛宕上杉通り） - （新寺通り） - （宮城県道137号荒浜原町線） - 宮城球場入口・聖和学園前 - （宮城県道23号仙台塩釜線） - 六丁の目駅  - （仙台東IC） - （仙台東部道路） - （三陸道） - （石巻港IC） - 石巻合同庁舎前 - イオンモール石巻前 - （宮城県道16号石巻鹿島台大衡線） - 蛇田歩道橋 - （石巻バイパス） - （国道398号） - （宮城県道6号石巻停車場線） - 石巻駅前 - （宮城県道6号石巻停車場線） - 千石町（下り） / 立町通り（上り） - （宮城県道33号石巻河北線） - 石巻営業所
- 東北大学病院前 - 県庁市役所前間は、仙台発6便・石巻発7便の平日運行。
- 東北大学病院前のバス停は、路線バスの「加齢医学研究所入口」バス停。

仙台 - （蛇田経由） - 石巻専修大学系統
県庁市役所前 - 商工会議所前 - 仙台駅前（青葉通EDEN前21番のりば） - 宮城球場入口・聖和学園前 -六丁の目駅 -（仙台東IC） - （仙台東部道路） - （三陸道） - （石巻港IC） - 石巻合同庁舎前 - イオンモール石巻前 - 蛇田歩道橋 - 石巻駅前 - 千石町（下り） / 立町通り（上り） - 石巻営業所 - まきあーとテラス前 - 石巻専修大学
※土曜日・休日は全便石巻営業所発着となる。
仙台 - （直行） - 石巻専修大学系統
県庁市役所前 → 商工会議所前 → 仙台駅前 → 宮城球場入口・聖和学園前 → 六丁の目駅 -（途中無停車）→ 石巻専修大学
※1日1便のみの運行（土曜日・休日と石巻専修大学休校期間中は運休）

### 過去の運行系統

#### 2016年9月2日まで
仙台 - （蛇田経由） - 石巻・女川系統
県庁市役所前 - 商工会議所前 - 仙台駅前 - 六丁の目駅 - （仙台東IC） - （仙台東部道路） - （三陸道） - （石巻河南IC） - イオンモール石巻 - 蛇田歩道橋 - 石巻駅前 - 千石町（下り） / 中央三丁目（上り） - 石巻営業所 - （石巻バイパス） - （牧山トンネル） - （国道398号） - 渡波駅前 - （国道398号） - 浦宿 - 女川駅前 - 女川運動公園前
仙台 - （矢本経由） - 石巻系統
県庁市役所前 - 商工会議所前 - 仙台駅前（青葉通EDEN前21番のりば） - 六丁の目駅 -（仙台東IC） - （仙台東部道路） - （三陸道） - （矢本IC） - 矢本（東松島市コミュニティセンター前） - （国道45号） -  大街道新橋 - （石巻バイパス） - 石巻駅前 - 千石町（下り） / 中央三丁目（上り） - 石巻営業所

#### 2008年3月31日まで
仙台駅前 - 商工会議所前 - 県庁市役所前 - （利府中IC） - （三陸道） - 
（矢本・石巻方面 ※現行経路と同じ）

## 運行回数
- 平日1日22便（仙台発）21便（石巻発）、土休日1日18往復（うち2往復は当面の間運休）。

## 運賃
- 仙台 - 石巻間：大人片道900円。
  - 交通系ICカード（icsca、Suica、PASMO等）が利用可能。
  - 通勤・通学定期（icsca定期券）の設定あり。金額等は公式サイト[1]を参照のこと。
- また、廃止された各区間の運賃は以下のとおりであった。
  - 仙台 - 矢本間：大人片道700円（通勤・通学定期（icsca定期券）も設定されていた）。
  - 仙台 - 渡波間：大人片道900円。
  - 仙台 - 女川間：大人片道1,000円。
- 回数券は2016年3月末をもって全ての発売を終了（有効期限までの利用となる）[2]。 回数券の金額は以下のとおりであった。
  - 仙台 - 矢本間：（2枚綴り）1,300円（10枚綴り）6,000円。
  - 仙台 - 石巻間：（2枚綴り）1,500円（10枚綴り）7,000円。
  - 仙台 - 渡波間：（2枚綴り）1,700円。
  - 仙台 - 女川間：（2枚綴り）1,900円。

## 歴史
- 1998年（平成10年）8月1日 - 運行開始（1日4往復）。
- 2002年（平成14年）3月25日 - 1日7往復に増便、うち1往復を女川発着とする。
- 2004年（平成16年）10月1日 - 1日9往復に増便（石巻8・石巻経由女川1）。
- 2005年（平成17年）
  - 3月16日 - 1日10往復に増便（石巻9・石巻経由女川1）。
  - 9月1日 - 仙台駅前の発着場所が広瀬通宮城交通総合案内所前から青葉通さくら野百貨店前（仙台駅前33番ポール）に変更。
- 2006年（平成18年）10月1日 - 矢本停車便2往復新設により、1日12往復となる（蛇田経由石巻9・蛇田〜石巻経由女川1・矢本経由石巻2）。
- 2007年（平成19年）
  - 1月1日 - 宮交石巻バスが分離子会社の事業再編に伴ってミヤコーバス（旧：宮交気仙沼バス）へ事業譲渡されたことに伴い、同社に運行事業者を変更。
  - 4月1日 - 蛇田歩道橋経由便にて、「イオン石巻」停留所を新設。
- 2008年（平成20年）4月1日 - 石巻専修大学発着便を2往復新設、計1日14往復に増便。運行経路を利府中IC経由から仙台東IC・仙台東部道路経由に変更、それに伴い仙台市内の停車順序が変更（県庁市役所前始発・終着）となる。また吉岡営業所担当便が設定される。
- 2009年（平成21年）
  - 3月1日 - この日よりメルシーカード、バスカード (仙台市営バス)、スキップカード、ジョイカードが利用不可となる。
  - 4月1日 - 石巻専修大学発着便を1往復増便、計1日15往復となる。往復券を廃し、回数券（2枚綴り、10枚綴り：3ヶ月間有効）を新たに設定（なお、2枚綴り回数券は従来の往復券より100円割高である）。
- 2010年（平成22年）
  - 4月1日 - 1往復増便、計1日16往復となる｡
  - 10月1日 - 1往復増便、計1日17往復となる｡
- 2011年（平成23年）3月11日 - 東北地方太平洋沖地震発生。以降通常運行便は当分の間運休（以降は別項を参照のこと）。
- 2012年（平成24年）
  - 3月17日 - 県庁市役所前・商工会議所前（仙台市内）の乗降扱いを再開。これにより震災前とほぼ同一ルートに復旧（女川町内の一部を除く）。平日の下り1本が石巻専修大学直行便となる（大学休校期間中は運休）。トータルでは平日1日33往復、土休日1日31.5往復に減便。ミヤコーバスの単独運行に戻る。
  - 7月15日 - 停留所名変更（社名変更のため）：イオン石巻→イオンモール石巻
  - 7月21日 - 平日1日34往復、土休日1日32往復に増便。増便分は築館営業所が担当（仙台 - 高清水線の間合い）。
- 2013年（平成25年）
  - 4月1日 - 平日に2往復増便、1日36往復となる。
  - 12月1日 - この日発売の回数券より有効期限を設定（2015年3月31日まで、適宜更新）。仙台 - 矢本間10枚回数券の価格を改定、仙台 - 渡波・女川間の10枚回数券の設定を廃止（価格等詳細については#運賃節を参照のこと）。
- 2014年（平成26年）3月21日 - 土休日に2往復増便、1日34往復となる。
- 2015年（平成27年）
  - 5月30日 - JR仙石線が全線で運行再開（仙石東北ライン開業）。平日1日29往復、土休日1日27往復に減便。女川町内に「女川駅前」バス停を新設[3][4]。
  - 12月6日 - 仙台市地下鉄東西線開業に合わせ「六丁の目駅」バス停を新設。仙台側の一部発着便が「東北大学病院前」まで延伸。ICカード乗車券icsca・icsca定期券の適用開始。仙台駅前の発着場所がさくら野百貨店前から青葉通EDEN前（仙台駅前21番ポール）に変更[5][6]。平日1日28往復、土休日1日25.5往復に減便。
- 2016年（平成28年）
  - 1月26日 - 漫画「孤独のグルメ」とコラボレーションした石巻市観光PRラッピングバスの運行を開始[7]。
  - 3月26日 - Suicaおよび全国交通系ICカードとの相互利用開始。
  - 4月1日 - 三陸沿岸道路の4車線化工事完了に伴い、所要時間を短縮[8]。また、回数券（2枚綴り・10枚綴り）の発売をすべて終了[2]。
  - 9月3日 - 東北大学病院前に乗り入れる便を増便、女川発着および矢本経由を廃止。トータルで平日3往復、土休日1往復を減便、平日1日25往復、土休日24.5往復となる[9][10]。
- 2018年（平成30年）4月1日 - 石巻合同庁舎前バス停を新設、それに伴い石巻方の出入りを石巻港ICに変更。また、イオンモール石巻バス停をイオンモール構内から市道上に移設し、バス停名をイオンモール石巻前に変更[11][12]。
- 2019年（令和元年）
  - 5月18日 - 新内海橋架替工事による道路改築に伴い、上り便の中央三丁目バス停を廃止、立町通りバス停を新設[13]。
  - 10月1日 - 運賃改定[14]。
- 2020年（令和2年）
  - 4月25日 - 新型コロナウイルス感染拡大の影響により、この日より当面の間一部便を減便[15]。
  - 7月1日 - 一部便の運行を再開[16]。
  - 8月8日 - この日より土休日の一部を減便[17]。
- 2021年（令和3年）
  - 2月1日 - この日より平日の一部（4往復）を減便[18]。
  - 3月29日 - この日より平日の一部便（1往復）の運行を再開[19]。
  - 6月21日 - 石巻市内（石巻専修大学系統）の経路を一部変更、「まきあーとテラス前」バス停を新設、「宮城県水産会館」バス停を廃止[20]。また、マルホンまきあーとテラスでの催事開催にあわせ、この日から同年9月12日までの土休日とお盆期間（8月13日 - 8月16日）限定で、仙台駅前発まきあーとテラス前行の臨時直行便（1日3本）を運行するとともに、一部便をまきあーとテラス前に延伸[21]。
- 2022年（令和4年）
  - 3月1日 - 一部便の時刻を改正（平日下り1本を石巻営業所→石巻専修大学間延伸など）し、運賃を改定[22][23]。
  - 7月1日 - 宮城球場入口・聖和学園前バス停を新設[24]。
- 2024年（令和6年）6月1日 - 運賃改定[1]。

## 輸送実績
- 2000年度：48,719人/年、乗車率30.5%
- 2002年度～2007年度は以下のとおり（東北運輸局統計 (PDF) による）

| 年度               | 運行日数 | 運行便数 | 年間輸送人員 | 1日平均人員 | 1便平均人員 |
| 2002（平成14）年度 | 365      | 5,079    | 76,413       | 209.4       | 15.0        |
| 2003（平成15）年度 | 365      | 5,143    | 85,202       | 233.4       | 16.6        |
| 2004（平成16）年度 | 365      | 5,870    | 88,910       | 243.6       | 15.1        |
| 2005（平成17）年度 | 365      | 7,310    | 112,853      | 309.2       | 15.4        |
| 2006（平成18）年度 | 365      | 8,028    | 127,255      | 348.6       | 15.9        |
| 2007（平成19）年度 | 366      | 8,764    | 140,134      | 382.9       | 16.0        |

## 東日本大震災に伴う臨時バス

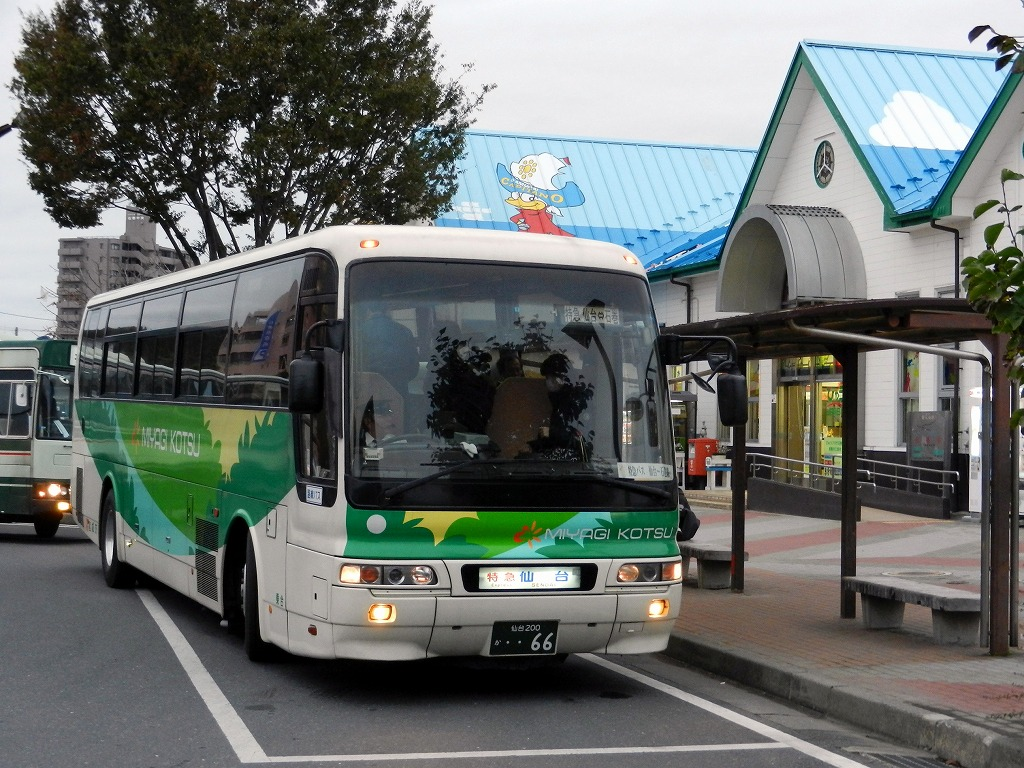
一時期宮城交通（本体）も運行を担当していた

### 歴史
- 2011年（平成23年）
  - 3月11日 - 東北地方太平洋沖地震に伴う津波によって、石巻市街地や女川町内が被害を受け、通常運行を休止。
  - 3月19日 - 仙台駅前 - 石巻（石巻消防本部に隣接する大橋臨時発着場）間において、途中無停車の臨時バスを1日4往復で運行開始。運行経路は、本震及び同年4月7日の余震による利府JCT以南の三陸道・仙台東部道路の通行止あるいは通行規制により、同日から4月10日まで、下記・矢本臨時バスも含め東北自動車道・仙台宮城IC～富谷JCT～仙台北部道路～利府JCT～三陸道経由で当線は運行された。
  - 3月26日 - 仙台駅前 - 矢本間（途中無停車）臨時バスを1日2往復で運行開始（同年4月10日まで運行）。
  - 3月28日 - 仙台駅前 - 石巻間（途中無停車）臨時バスを1日9往復に増便。
  - 4月1日 - 仙台駅前 - 石巻間（途中無停車）臨時バスを1日22往復に増便。
  - 4月11日 - 仙台駅前 - 石巻駅前間臨時バスを1日24往復に増便。途中イオン石巻、蛇田歩道橋（16.5往復） / 矢本、大街道新橋（7.5往復、うち朝の仙台行2本は大街道新橋始発）に停車。蛇田経由のうち5往復は石巻専修大学発着（土曜・日曜・祝日を除く）。なお、石巻駅前以降女川方面は運行休止、また、石巻駅前～石巻専修大学間の途中停留所も休止となる。
  - 7月4日 - 仙台駅前 - 石巻駅前 - 石巻専修大学間臨時バスを1日27.5往復に増便。石巻専修大学発着便（平日のみ）を1日6往復に増便。
  - 7月21日 - 仙台駅前 - 石巻駅前 - 石巻専修大学間臨時バスが平日と土休日の2本建てダイヤとなる。平日は6往復増の1日33.5往復、土休日は4往復増の1日31.5往復となる。石巻専修大学発着便（平日のみ）は1日7往復に増便。
  - 8月22日 - 仙台駅前 - 石巻駅前 - 石巻専修大学間臨時バスの上り大街道新橋始発便のうち、平日の1便を除く全便を石巻駅前発に変更。運行回数は変わらず。
  - 10月28日 - 石巻駅前 - 石巻営業所 - 女川間の運行を再開（途中停留所も運用再開）。なお、女川町内の停留所は浦宿、女川運動公園前となる。平日下り35本・上り37本、土休日下り33本・上り35本に増便。

## 使用車両画像

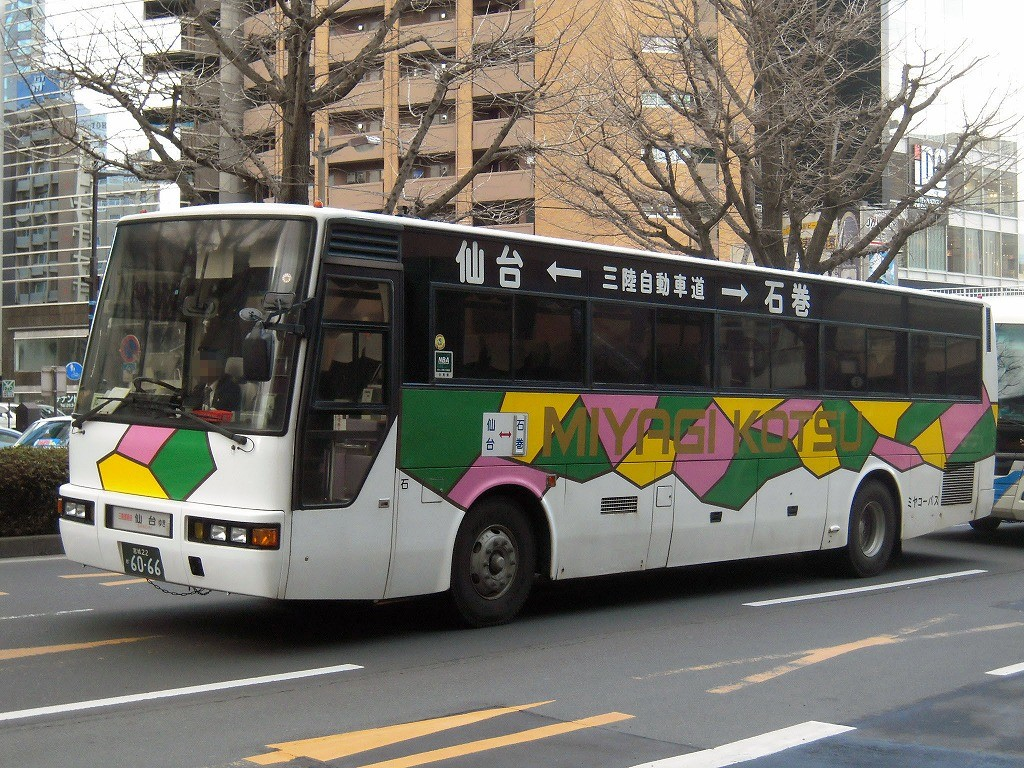
運行開始からの車両（いすゞ・スーパークルーザー） ※現在は廃車
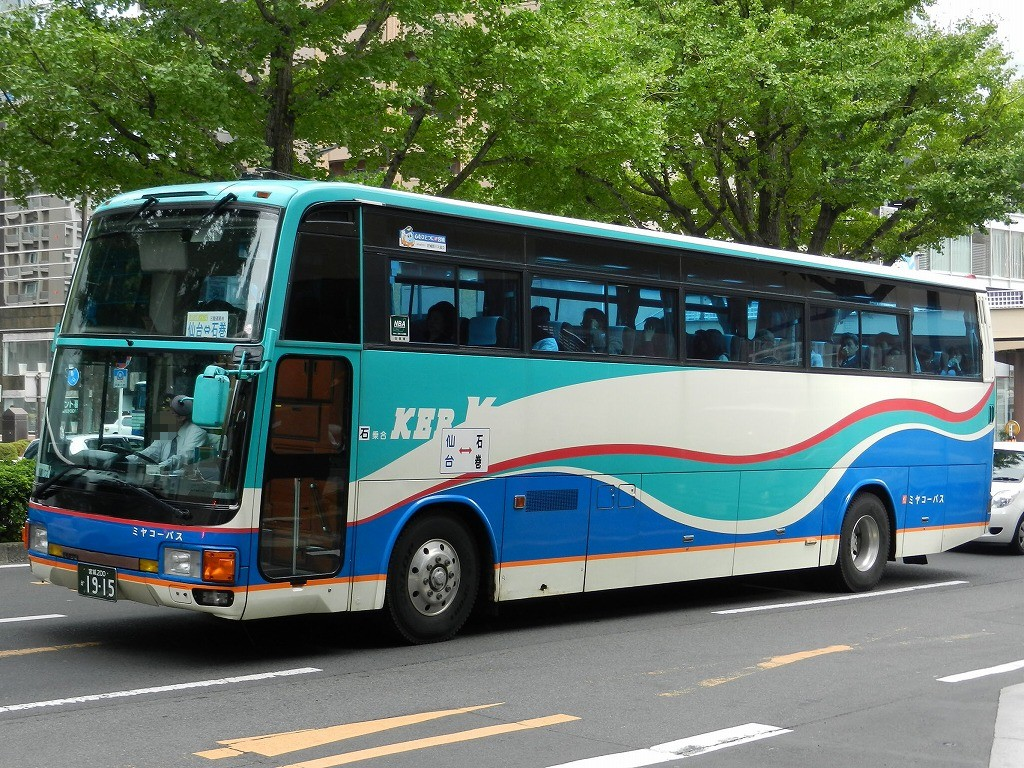
東日本大震災以降の臨時バスに充当された名鉄グループからの譲受車両 ※現在は廃車
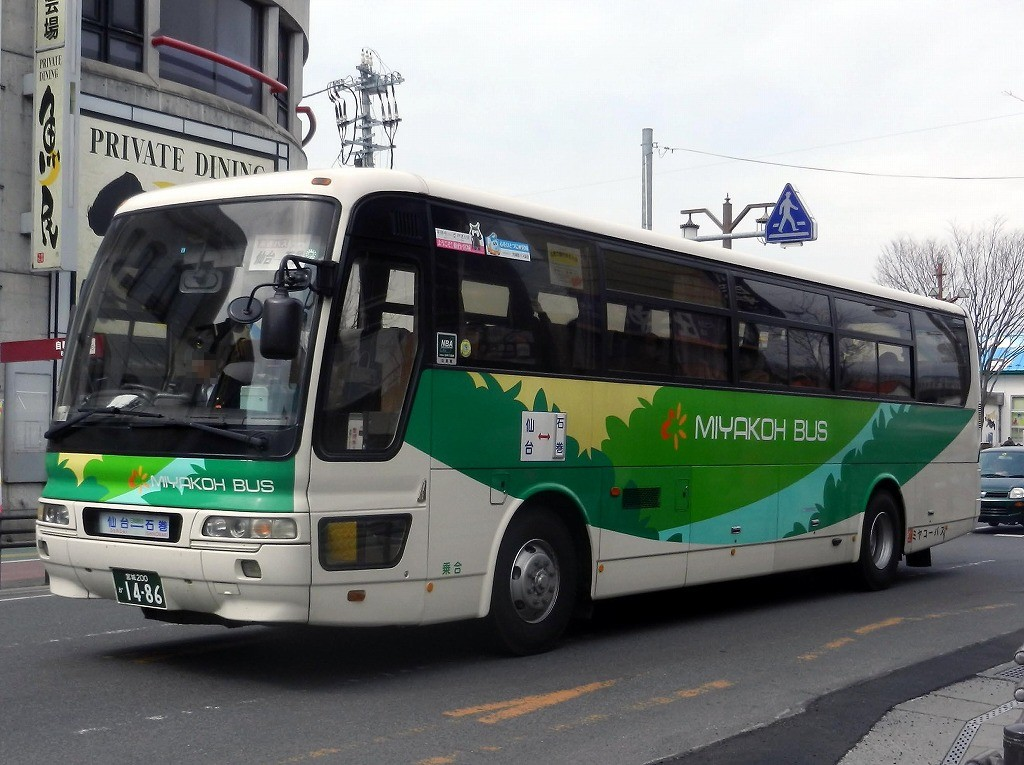
宮城交通からの移籍車両 ※現在は他営業所に転属後に廃車
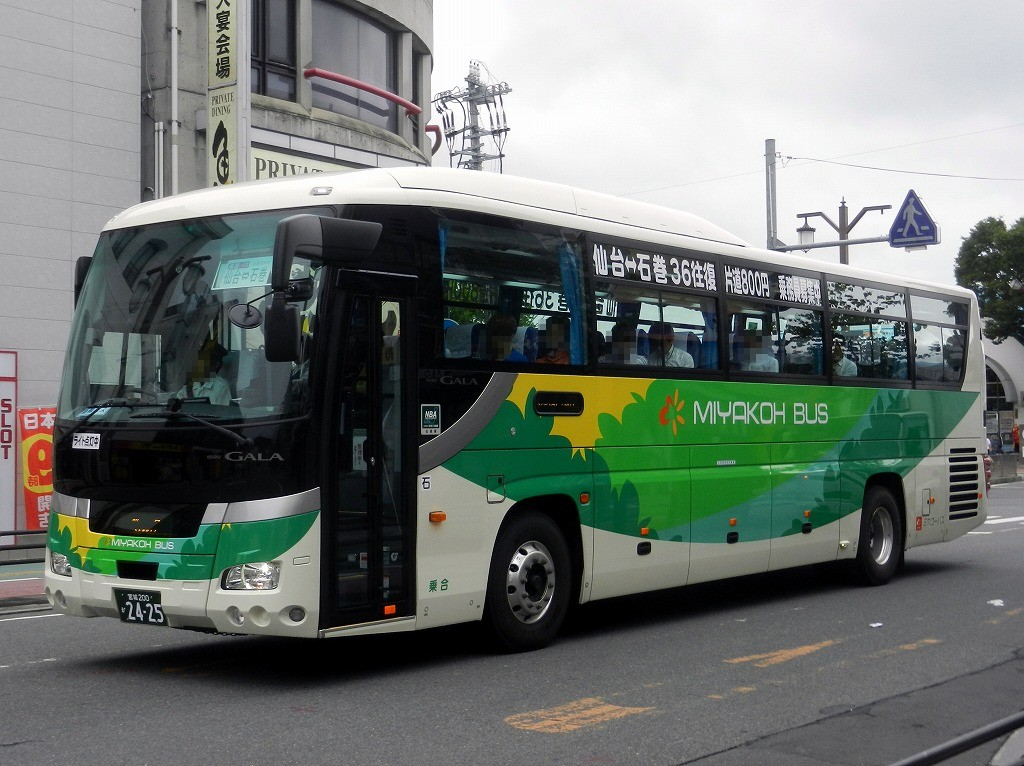
新車も重点的に導入されている（いすゞ・ガーラ）